# 남무 (무용)
남무(男舞)는 한국의 사교무(社交舞)라고 말할 수 있는 춤이다. 일반 대중화하지는 않았고, 다만 기생들에 의하여 유행되었다. 춤의 내용은 두 사람이 서로 상대하고 상배(相背)하되 포옹도 하며 교태를 부리는 것이 이 춤의 표현이다. 반주음악은 삼현영산회상(三絃靈山會相) 전곡이 소용된다.